# Diaphana paessleri
Diaphana paessleri is een slakkensoort uit de familie van de Diaphanidae. De wetenschappelijke naam van de soort is voor het eerst geldig gepubliceerd in 1905 door Strebel.